# Barthold Anders Ennes

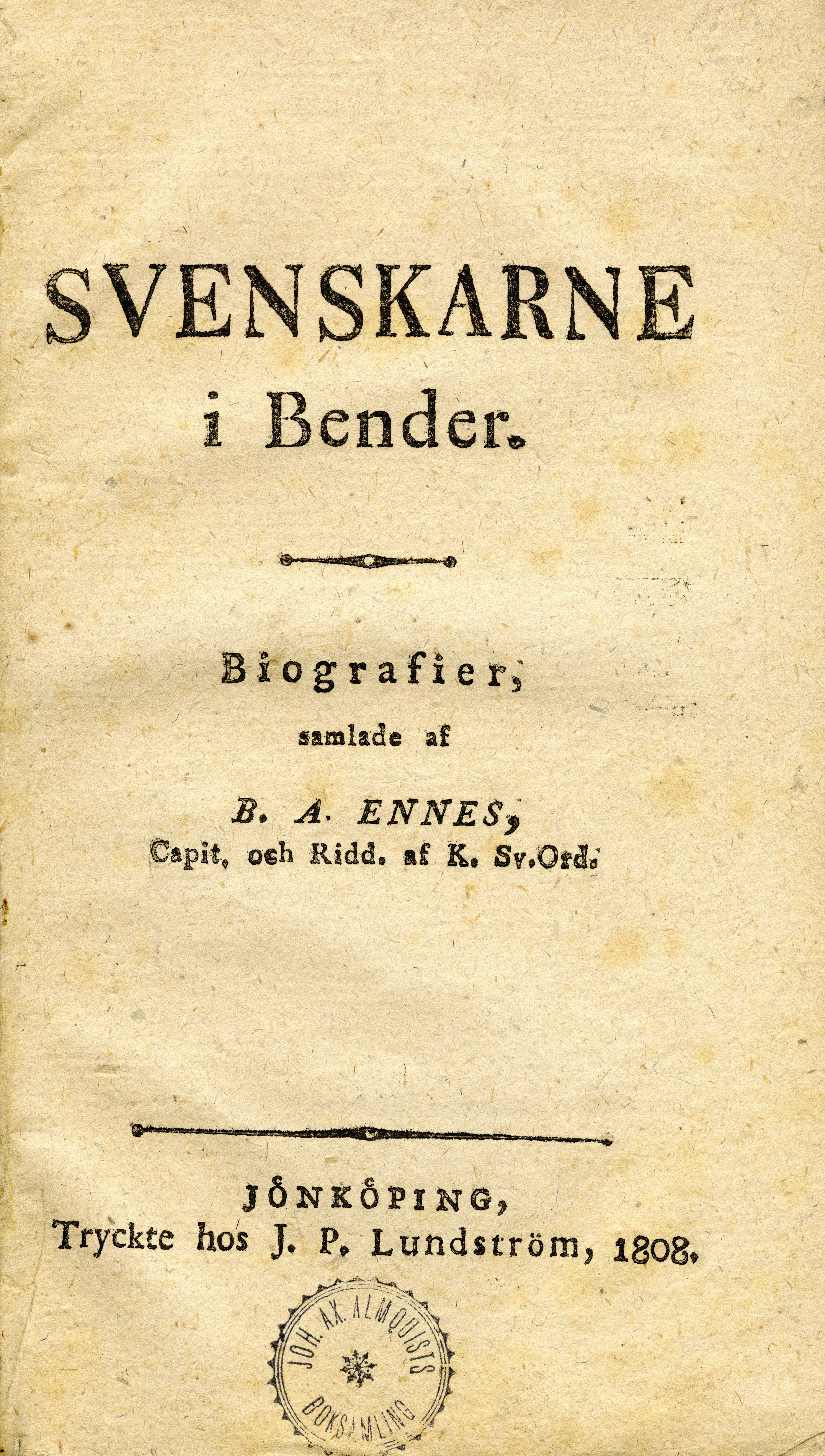
Titelbladet till B. A. Ennes bok Svenskarne i Bender (1808).

Barthold Anders Ennes, född den 23 oktober 1764 i Anderstorps socken, död den 20 mars 1841 i Värnamo socken, var en svensk militär och militärhistorisk författare.
Ennes tillhörde en ursprungligen skotsk släkt, deltog som officer i krigen 1788–90 och 1806–08. Han erhöll majors avsked 1808 och bosatte sig på sin gård Näsbyholm i norra Småland. Han sysselsatte sig här med botaniska, arkeologiska och i synnerhet historiska studier. 
Bland hans verk märks Underrättelse om det gamla fylkeskungariket Finnheden (1809, omtryckt 1923). Ennes var även sonson till karolinen Barthold Ennes (1679–1773), och samlade traditioner och dokumentariska uppgifter om karolinska officerare och utgav Biografiska minnen af konung Carl XII:s krigare (2 band, 1818–19).